# Сухошины
Сухошины — деревня в Селижаровском муниципальном округе Тверской области.

## География
Деревня расположена в 10 км на юго-запад от районного центра Селижарово. 

## История
Храм начал строиться по указу будущего самодержца Петра I. В 1777 году церковь сгорела и в 1778 или 1779 году была восстановлена с отдельно стоящей деревянной колокольней тщанием прихожан – холодная, деревянная, во имя Преображения Господня с холодным же приделом во имя Святителя Николая. Два купола были покрыты жестью, покрашены, звезды позолочены. Были в церкви и статуи: Иисуса Христа в терновом венце и Нила Столобенского. На западной стороне, над проходом, возвышались деревянные хоры с точеными позолоченными решетками. Ведомости о церквах Осташковского уезда за 1862 год сообщают, что «при сей церкви находится деревянная часовня в деревне Подберезье во имя Преображения Господня, построена издавна среди деревни, неизвестно по какому случаю…»
По проекту 1877 года предполагаемая церковь включала в себя пятиглавый основной объем, большую трапезную и колокольню. Однако вместо четырех маленьких главок по углам четверика были поставлены две, предположительно над алтарями трапезной. В 1883 году были освящены два алтаря в теплой части нового кирпичного храма белого цвета – во имя Святителя Николая и Космы и Дамиана Асийских, а в 1885 – главный холодный Преображенский храм. Примерно к тому же времени относится строительство колокольни. Храм был построен на средства прихожан. Кирпичи для строительства передавались из Ржева, а позднее стали изготавливаться на месте. Выстроенный храм получил эклектичный характер. В декоре были использованы элементы ампира и русского стиля. Трапезная функционировала в зимнее время. Иконостасы левого и правого приделов зимней церкви разделял вход в летнее помещение, который в зимнее время закрывался иконами.
В конце XIX — начале XX века село являлось центром Сухошинской волости Осташковского уезда Тверской губернии. 
С 1929 года деревня являлась центром Сухошинского сельсовета Селижаровского района Ржевского округа Западной области, с 1935 года — в составе Калининской области, с 1994 года — в составе Дмитровского сельского округа, с 2005 года — в составе Дмитровского сельского поселения, с 2020 года — в составе Селижаровского муниципального округа.

## Население
| 1859 | 1889 | 2002 | 2010 |
| ---- | ---- | ---- | ---- |
| 101  | ↗142 | ↘9   | →9   |

## Достопримечательности
В деревне расположена недействующая Церковь Спаса Преображения (1880).